# قطعنامه ۲۴۱ شورای امنیت
قطعنامه ۲۴۱ شورای امنیت سازمان ملل متحد که در تاریخ ۱۵ نوامبر ۱۹۶۷ تصویب شد، سندی بین‌المللی دربارهٔ سوالی راجع به جمهوری دموکراتیک کنگو است. این قطعنامه طی نشست ۱۳۷۸ام
با ۱۵ موافق،۰ مخالف و۰ ممتنع‌تصویب شد.